# Argina cribraria
Argina cribraria là một loài bướm đêm thuộc phân họ Arctiinae, họ Erebidae.